# 리얼다큐 빅뱅
《리얼다큐 빅뱅》은 MTV 코리아에서 2006년 7월 15일부터 2006년 8월 13일까지 방송된 대한민국의 남성 5인조 음악 그룹 빅뱅의 데뷔 전 훈련기를 담고 있는 휴먼 리얼 다큐멘터리이다. 이후 2009년 4월 13일부터 tvN에서 5주간 매주 월요일과 화요일 오후 7시에 '빅뱅 더 비기닝'이라는 제목으로 재방영되었다.

## 개요
YG 엔터테인먼트에서 자체 제작된 10부작 '리얼다큐 빅뱅'은 2000년말부터 YG에서 자그마치 6년이라는 긴 시간 동안 연습생 생활을 시작한 G-DRAGON과 태양을 중심으로 기획 된 신인 그룹 빅뱅이 결성 되는 데뷔 과정을 그린 리얼 다큐멘터리이다. 그룹명의 의미는 세상과 우주가 생기게 된 최초의 우주 대폭발을 의미하는 '빅뱅'이다.
이 다큐멘터리는 10대의 가수지망생들이 가수 데뷔를 위한 트레이닝 과정 속에서 느껴야 하는 좌절감을 그리고 있다. 또한 지칠 줄 모르는 열정으로 극복하며 성장해 나가는 현실적인 휴먼스토리를 담았다. MTV에 앞서 인터넷 미디어 곰TV를 통해 먼저 선보였으며 당시로서는 공개 2주일 만에 기록적인 100만 조회수를 기록하며 큰 화제가 되었다. 이후 시청자들의 앙코르 방송 요청이 쇄도해, 2006년 9월 2일 하루동안 MTV에서 재방영되었다.
2007년 8월 10일부터 싱가포르, 홍콩, 말레이시아, 태국, 베트남, 미얀마 등 아시아 15개국에서 MTV SEA를 통해 동시 방영되어 큰 인기를 끌었다.

## 출연자
- 빅뱅
  - G-DRAGON - 선발
  - T.O.P - 선발
  - 태양 - 선발
  - 대성 - 선발
  - 승리 - 선발
- 장현승 (현 솔로가수) - 탈락